# Chaulet (montagne)
Pour les articles homonymes, voir Chaulet.
Le Chaulet est une montagne située dans le Massif central. Elle s'élève à 1 622 mètres d'altitude au sein du massif du Mézenc.

## Géographie
Contourné par le sentier de grande randonnée 7 et sentier de grande randonnée 420, le sommet se trouve en limite des communes des Estables et de Borée.

## Activités

### Ancienne station de ski
Le Chaulet était desservi par deux téléskis débrayables construits en 1980 par le constructeur Montaz Mautino et qui fonctionnèrent jusqu'en 1995. Exposée au nord-ouest, la station utilisait les appareils « Ventebrun » et « Chaulet » pour des pistes relativement raides. Le verglas excessif sur ce site contraint le matériel à être réutilisé sur les pistes de ski alpin du mont d'Alambre[réf. souhaitée].

### Snowkite
Les plateaux à nu sur les hauteurs des Estables sont propices à la pratique du snowkite de par leur relief dégagé, vierge de toute végétation et leur exposition à la burle, un vent du nord qui souffle l'hiver dans le centre de la France à l'est du Massif central,.